# Метаморфозы Нарцисса
«Метаморфозы Нарцисса» — картина испанского художника Сальвадора Дали, написанная в 1937 году. В настоящее время находится в Современной галерее Тейт в Лондоне.

## Информация о картине
Дали создал эту картину и написал комментирующее её большое стихотворение, возвратившись в Париж после своего грандиозного успеха в Америке. Согласно древнегреческому мифу, Нарцисс был необыкновенно красивым юношей, увидевшим своё отражение в водах источника и влюбившийся в него. По одной версии, он зачах, не в силах утолить свою страсть, однако, более драматичный вариант повествует, что он склонился к воде, чтобы обнять своё отражение, упал туда и утонул. Впоследствии боги превратили его в цветок нарцисса. Дали изображает Нарцисса сидящим у воды и глядящим в неё, а рядом стоит разрушающийся камень, который близко повторяет очертания его фигуры, но воспринимается уже по-иному, — как рука, держащая луковицу или яйцо с растущим из него цветком. На заднем плане жестикулирует группа обнаженных людей, в то время как третья нарциссоподобная фигура появляется на горизонте.
Суть метаморфозы — в превращении фигуры нарцисса в огромную каменную руку, а головы — в яйцо (или луковицу). Дали использует испанскую поговорку «Луковица в голове проросла», которая обозначала навязчивые идеи и комплексы. Самовлюблённость юноши — и есть подобный комплекс. Золотистая кожа Нарцисса — отсылка к изречению Овидия (чьей поэмой «Метаморфозы», рассказывавшей в том числе о Нарциссе, и была навеяна идея картины): «золотой воск медленно тает и утекает от огня… так тает и утекает любовь». Одна из самых искренних картин Дали: на это прямо наводят последние строки поэмы о Нарциссе, написанной художником к своей картине:
Знаешь, Гала

(а впрочем,

конечно знаешь)

это — я.

Да, Нарцисс —

          это я.
Чтобы достичь нужных цветов и создать необходимый визуальный эффект, Дали пришлось работать с экзотическими, редкими красками: чёрной слоновой костью, виндзорской красной, зелёным кобальтом, прусской синькой и другими.